# Biens funéraires
Les biens funéraires étaient déposés dans les tombes et les puits funéraires du Moyen Empire d'Égypte. Ils comprenaient une grande variété de scènes, comme des bateaux, des greniers, des scènes de cuisson et de brassage et des scènes de boucherie.

## Prédynastique, premières dynasties et Ancien Empire

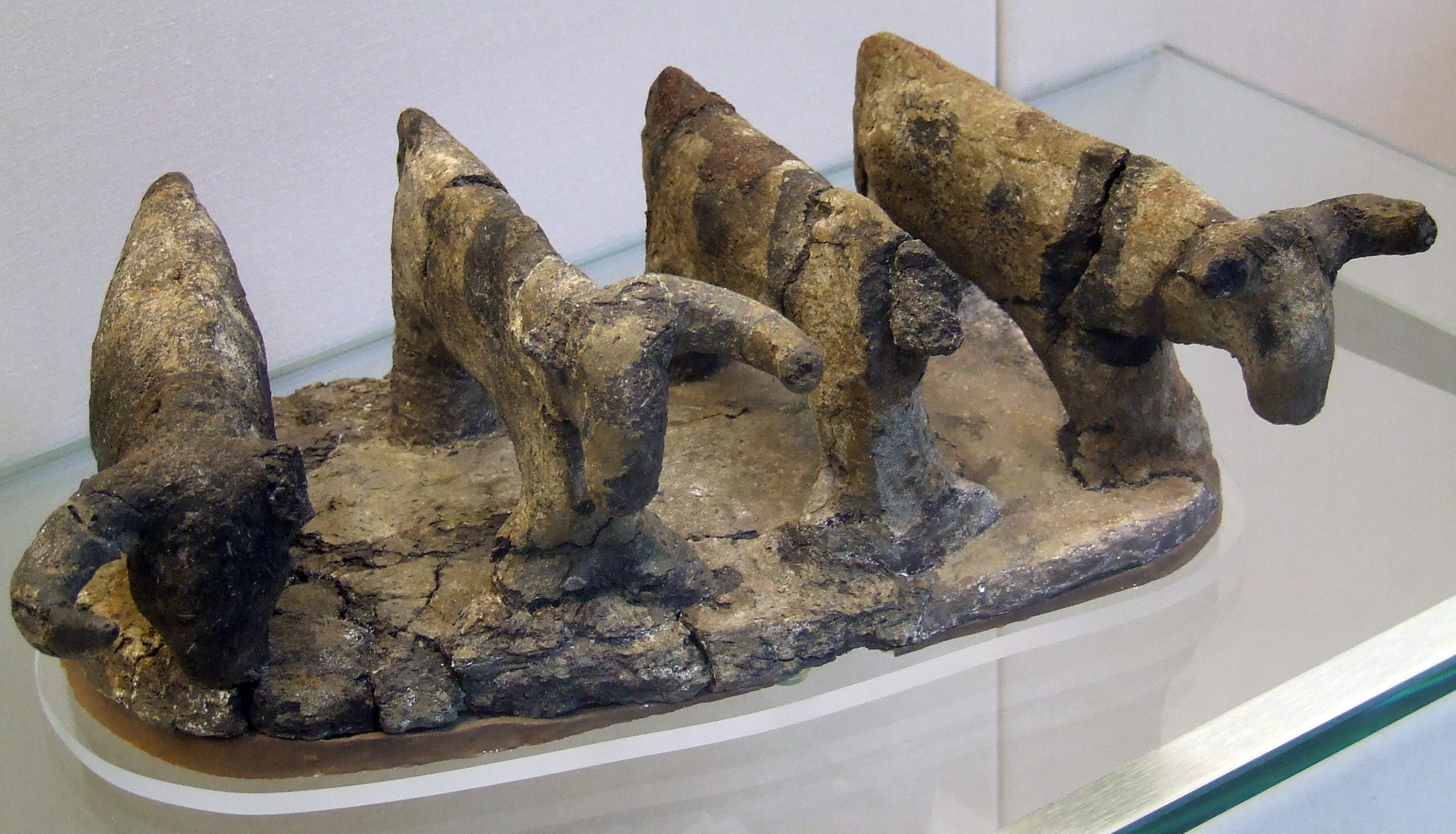
Figurine de bétail en argile d'El Amra

Les modèles en poterie et en ivoire des périodes prédynastiques et du début des dynasties sont rares, mais on a trouvé des objets et des scènes similaires à ceux des modèles plus tardifs, comme les greniers,,.
Une figurine de bétail en argile a été découverte à El Amra.
Au cours de l'Ancien Empire, des modèles en calcaire de personnages prenant part à diverses activités telles que tamiser, former des gâteaux, s'occuper d'un four à pain, filtrer la bière, préparer des jarres à bière, cuire ou faire des ragoût de viande, dépecer une vache et porter des pots ou des sacs, jouer de la harpe, ainsi que plusieurs modèles de bateaux en bois ont été trouvés dans des sépultures d'élite. Les modèles pouvaient être enterrés à l'extérieur de la tombe ou dans les niches à serdab et à statues à l'intérieur de la tombe. Après le règne de Pépi II, ces modèles sont de plus en plus présents dans les sépultures d'élite et en plus grand nombre.

## Première Période intermédiaire et Moyen Empire
Les modèles de la Première Période intermédiaire étaient en bois et représentaient généralement deux ou plusieurs figures humaines attachées à un socle dans une scène. La plupart des modèles funéraires actuels proviennent du Moyen Empire, où non seulement leur nombre a augmenté mais aussi leur variété et leurs fonctions. Ces modèles pouvaient être trouvés dans la chapelle funéraire, par exemple la tombe de Nakhti à Assiout, dans les niches et les puits au sol, ou dans la chambre funéraire. Ceux trouvés dans la chambre funéraire étaient orientés vers les directions cardinales, et pouvaient être à la fois sur le dessus du cercueil et sur le sol à côté de lui. Ces modèles peuvent généralement être regroupés en bateaux, production alimentaire, artisans et ateliers, et autres (soldats, scribes, modèles de maison, inspection du bétail et hommes tenant une chaise à porteurs). La plupart des modèles sont des représentations tridimensionnelles de scènes courantes que l'on trouve sur les murs des chapelles funéraires. Par exemple, les greniers sont représentés sur les murs sud des chambres funéraires de l'Ancien Empire, ainsi que sur les pieds des cercueils du Moyen Empire.
Certains des modèles les plus connus sont les vingt-quatre modèles en bois provenant de la tombe de Méketrê (TT280), qui se trouvent maintenant au Musée égyptien du Caire et au Metropolitan Museum of Art à New York. La plus grande collection de modèles a été trouvée dans la tombe 10A de Djehoutynakht et son épouse, également appelée Djehoutynakht, à Deir el-Bersha lors des fouilles de 1915 de l'université Harvard et du Musée des Beaux-Arts de Boston, qui comprenaient quelque cinquante-huit modèles de bateaux et près de trois douzaines de modèles de la vie quotidienne. Ces modèles sont maintenant au Musée des Beaux-Arts de Boston.

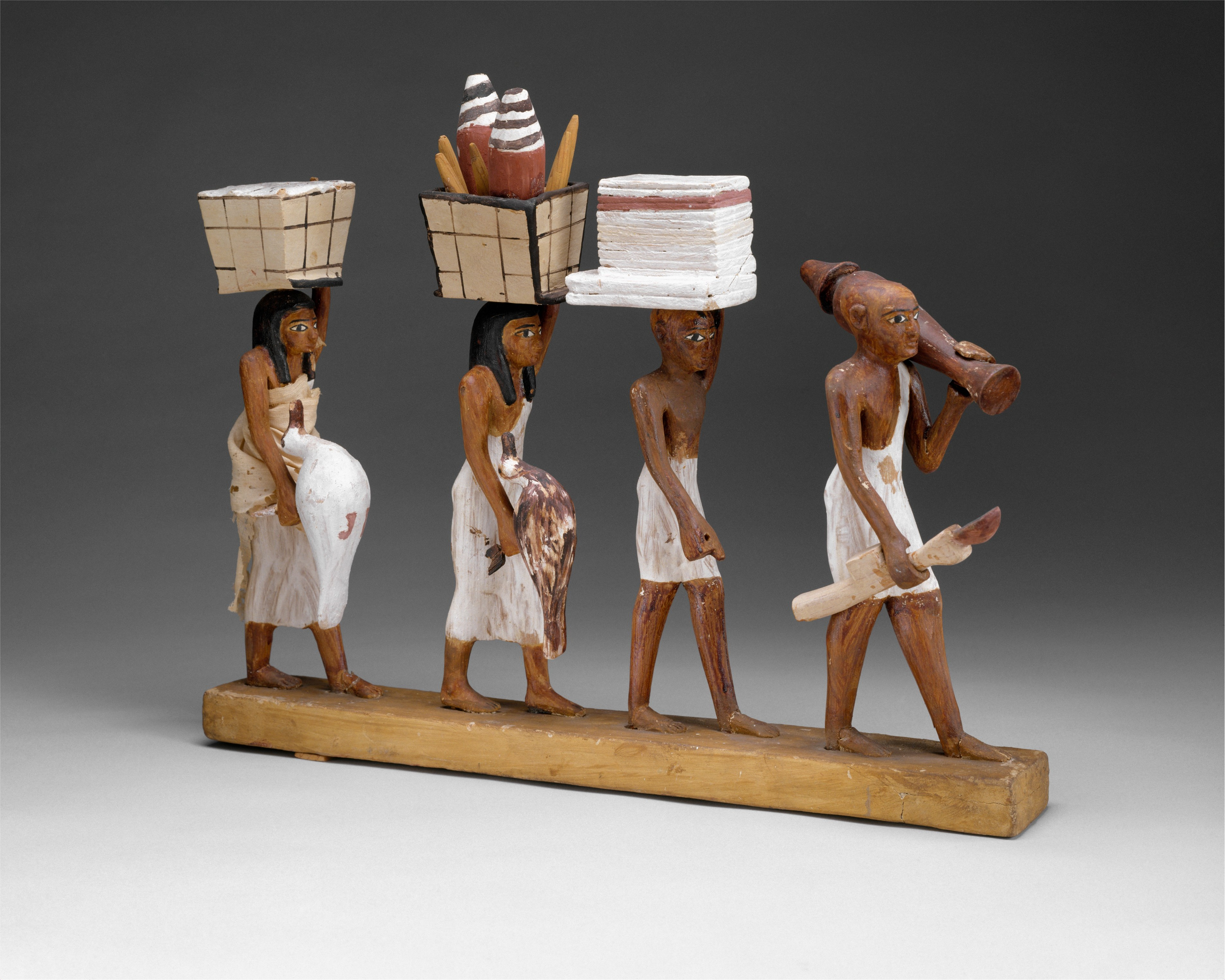
Maquette d'une procession de porteurs d'offrandes, Tombe de Méketrê, MMA 20.3.8.
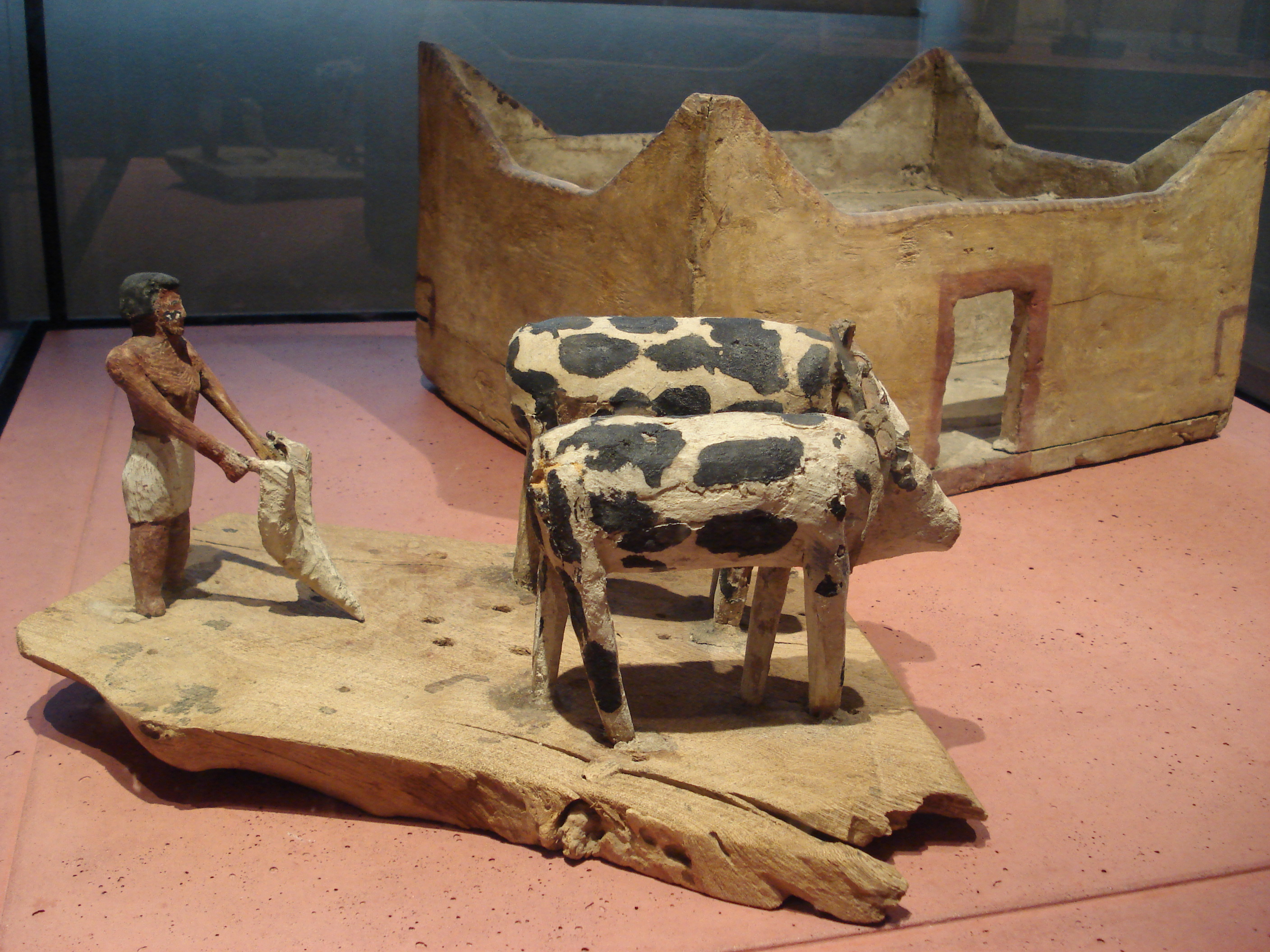
Scène de labourage, Louvre E 27069.
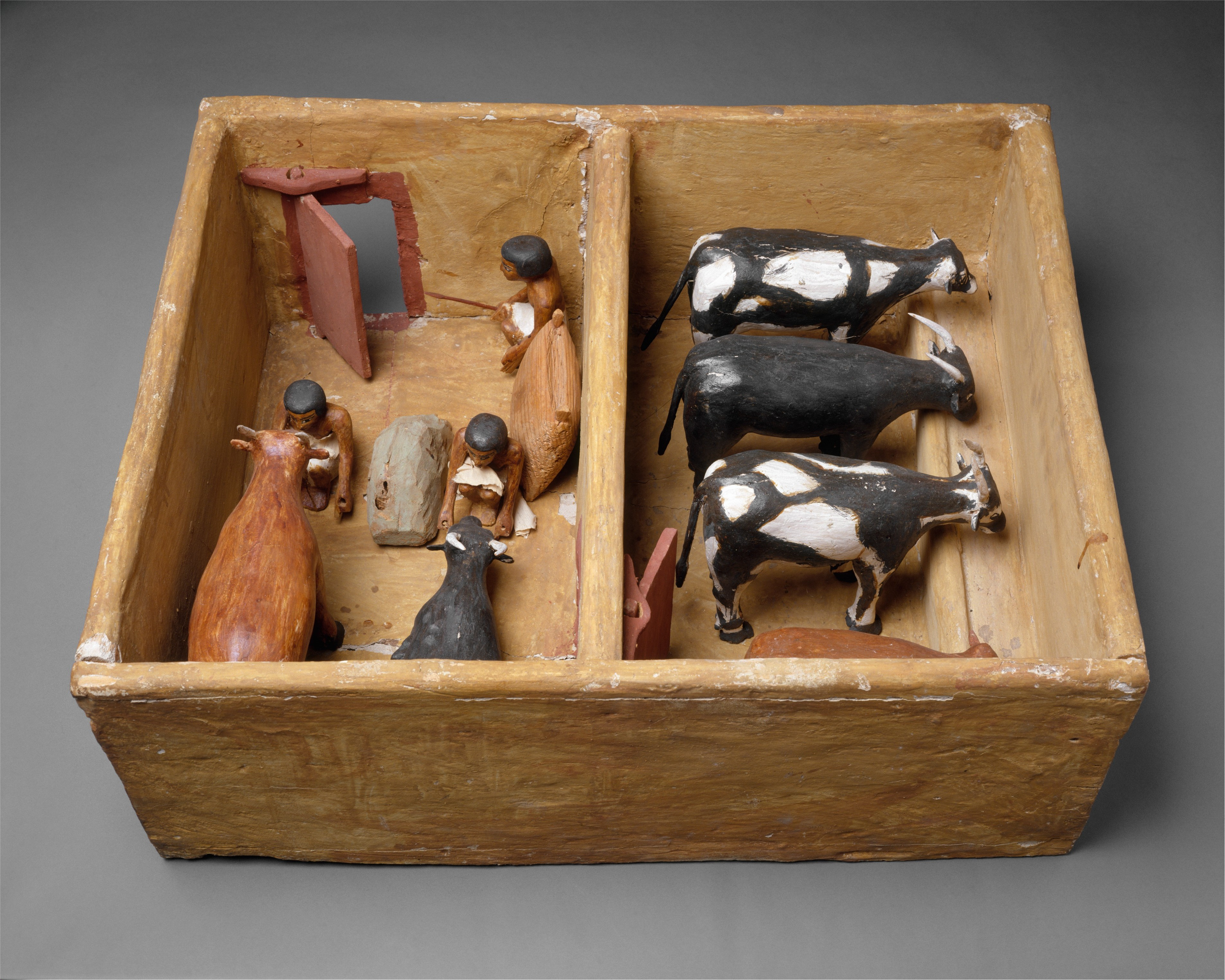
Modèle d'étable, tombeau de Méketrê, MMA 20.3.9.
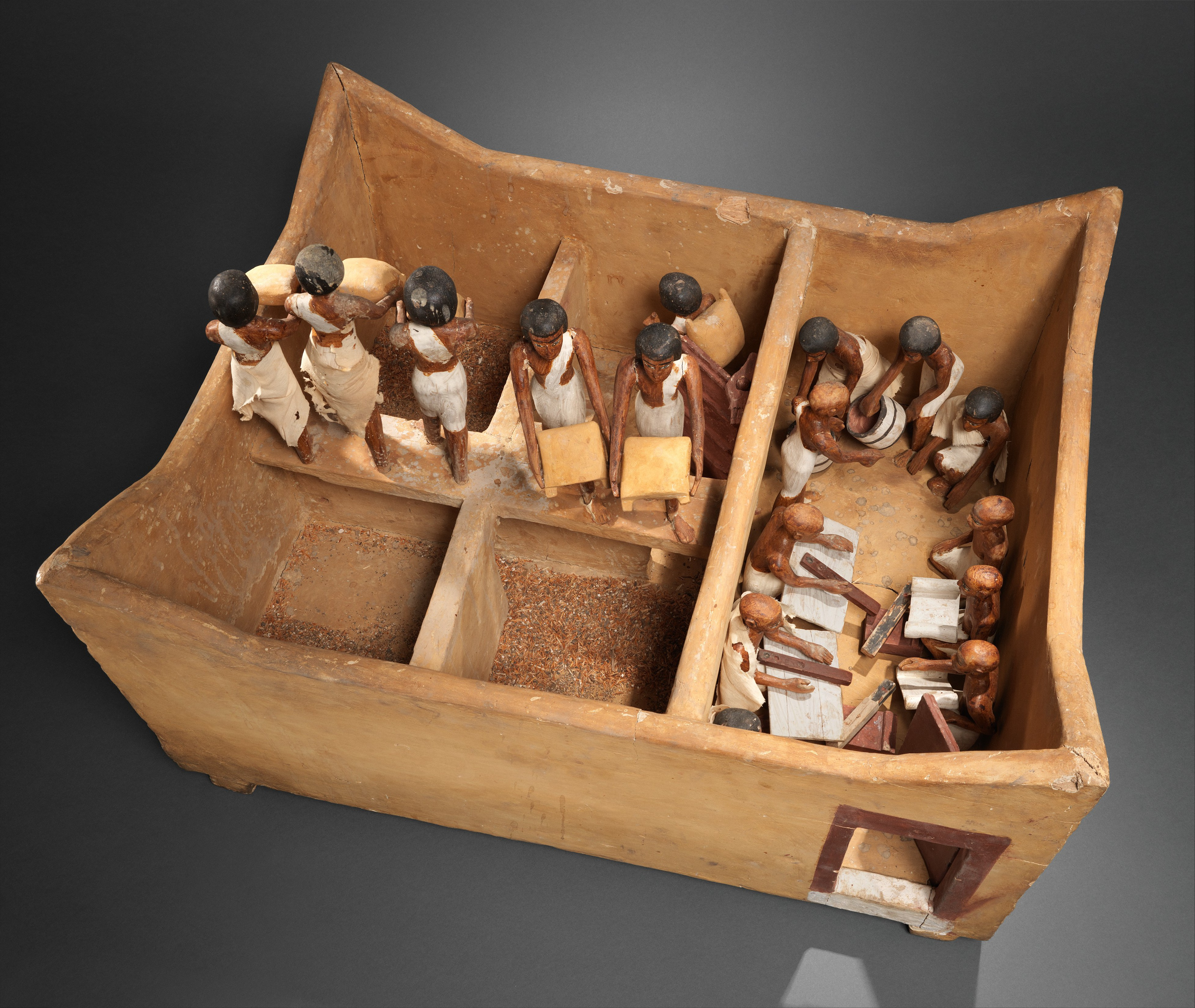
Maquette d'un grenier à grains avec des scribes, tombeau de Méketrê, MMA 20.3.11.

## Fin du Moyen Empire et Nouvel Empire

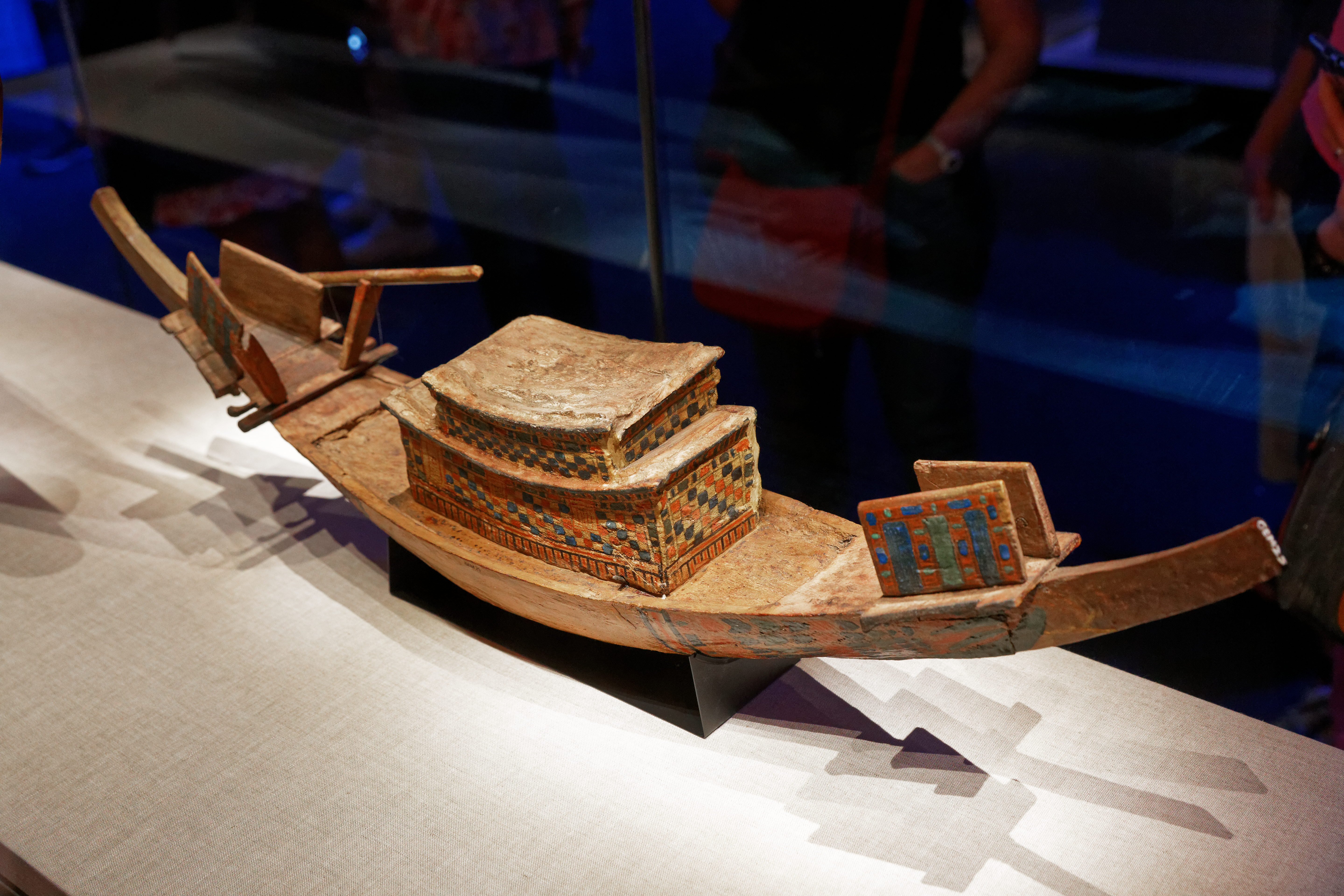
Modèle de bateau provenant de la tombe de Toutânkhamon

Sous le règne de Sésostris III, l'utilisation de maquettes en bois dans les tombes décline et on n'en trouve plus. Cependant, plusieurs maquettes de bateaux ont été retrouvées dans des sépultures royales du Nouvel Empire, notamment celle de Toutânkhamon. La flottille de Toutânkhamon comprenait trente-cinq bateaux. D'autres maquettes notables du Nouvel Empire sont les bateaux de la reine Iâhhotep Ire à Dra Abou el-Naga, dont un en or avec des figures en argent et un autre entièrement en argent.

## Modèles réduits de bateaux
Le Nil était très important dans l'Égypte antique car il permettait l'agriculture, le commerce et les voyages. Comme pour d'autres types de modèles, les peintures murales des tombes à partir de l'Ancien Empire comportaient fréquemment des images de bateaux, avec des scènes de fabrication de bateaux, de pèlerinages à Abydos pour les jours de fête, de transport du cercueil, d'activités sportives et autres. Les modèles réduits de bateaux sont classés en sept types :
- Type I : Bateau de rivière à coupe carrée, deux gouvernails (Ancien Empire).
- Type II : Bateau fluvial à poupe incurvée et à gouvernail unique (Moyen Empire)
- Type III : Bateau de marais, radeau de papyrus (période prédynastique)
- Type IV : Bateau en bois de type papyrus (de l'Ancien au Moyen Empire)
- Type V : Écorce funéraire de forme papyrus (Moyen Empire)
- Type VI : Écorce solaire d'origine structurelle incertaine (Moyen Empire)
- Type VII : Écorces divines (Toutes périodes)[11]

Au Moyen Empire, les modèles de bateaux à voile et à rames (type II ou IV) étaient généralement trouvés par paires, l'un à rames indiquant un voyage vers le nord, l'autre à voile indiquant un voyage vers le sud[9].

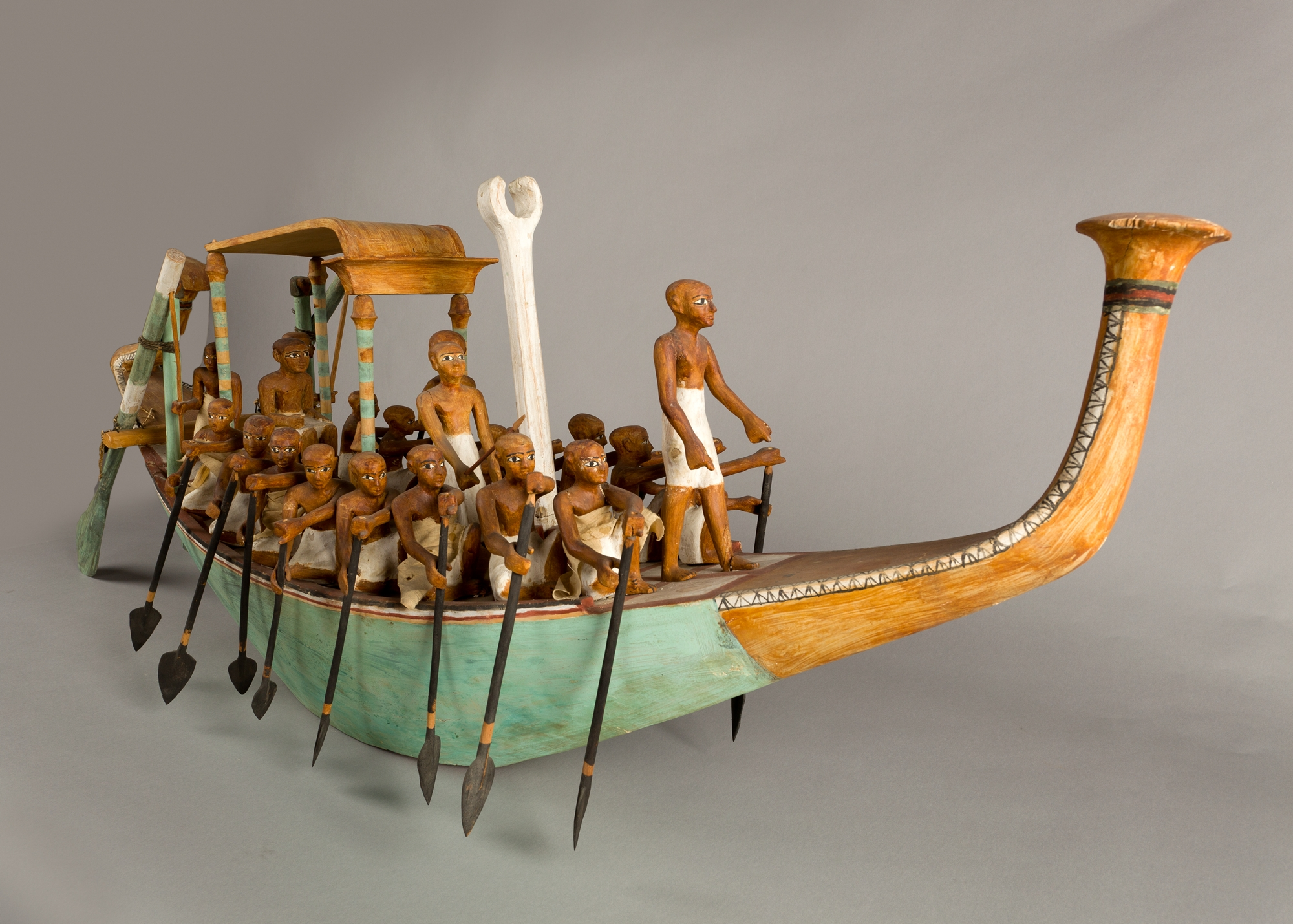
Modèle de pagaie, Tombe de Méketrê. MMA 20.3.5.
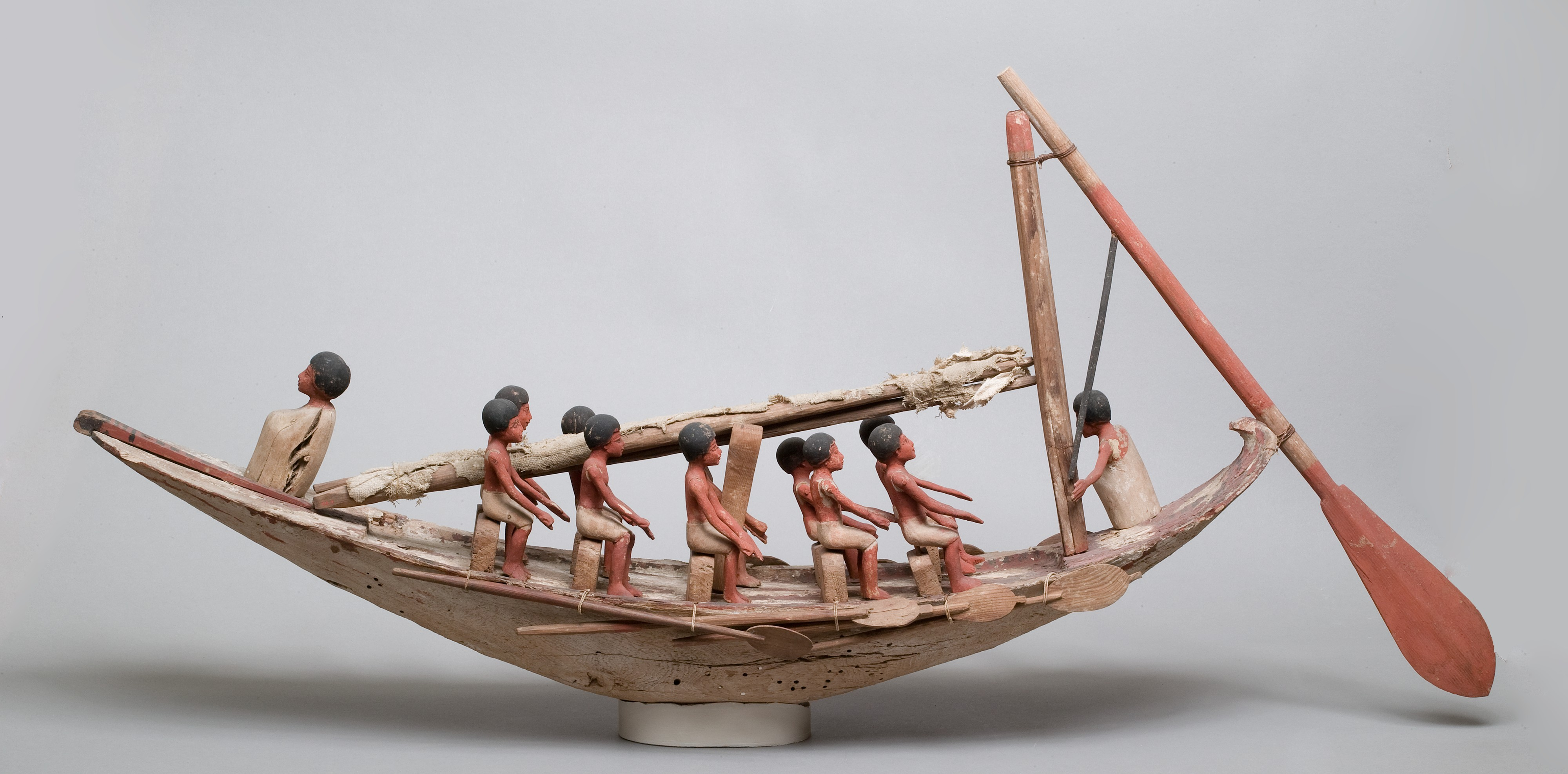
Modèle de bateau, Licht, MMA 24.9
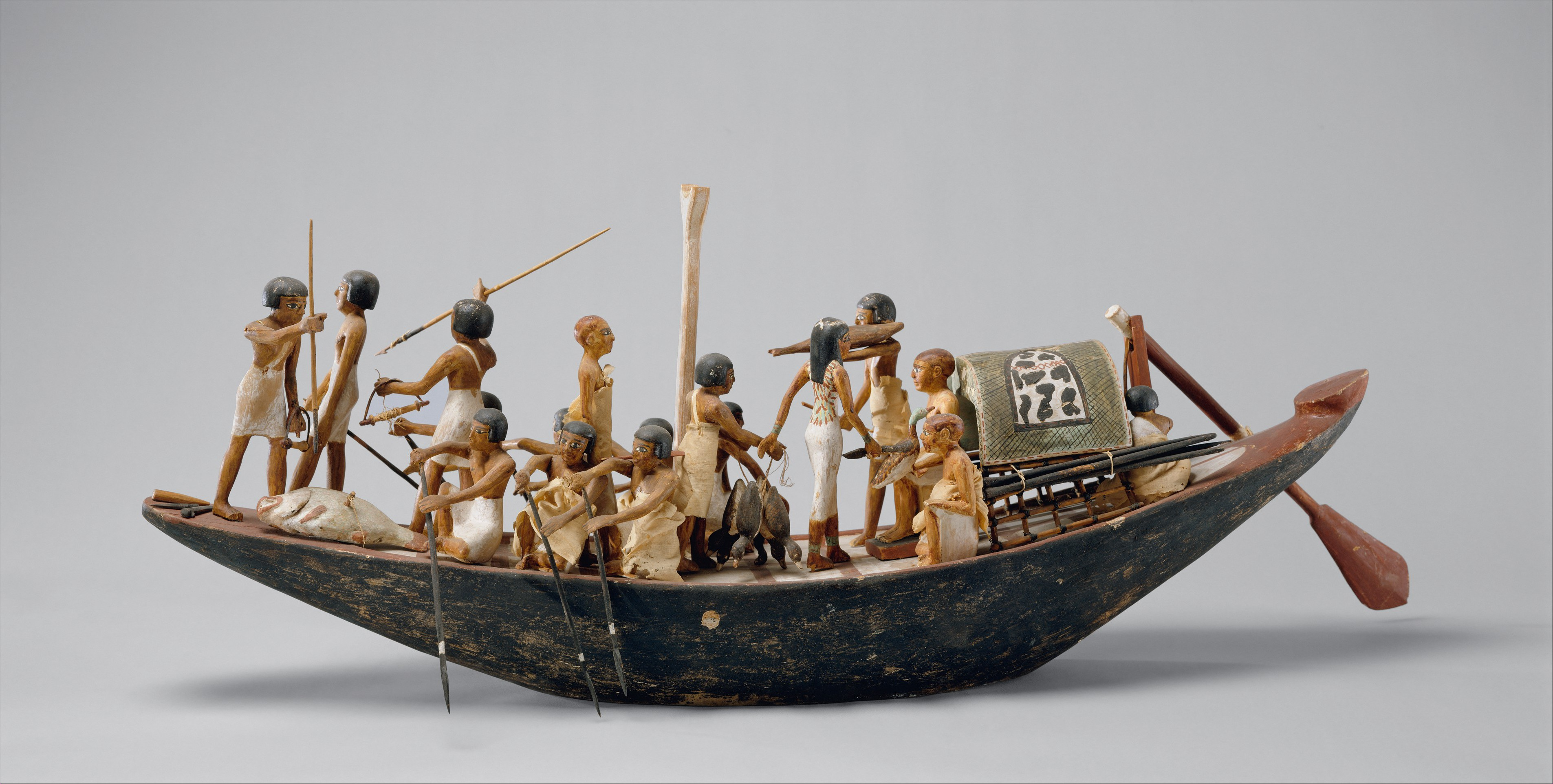
Modèle de bateau de sport, tombeau de Méketrê, MMA 20.3.6.